# 충청남도예산교육지원청
충청남도예산교육지원청(忠淸南道禮山敎育支援廳, Yesan Office of Education)은 충청남도 예산군을 관할하는 충청남도교육청 산하의 교육지원청이다.
교육장은 장학관으로 보한다.

## 산하 기관

### 초등학교
| - 고덕초등학교 - 구만초등학교 - 금오초등학교 - 대술초등학교 - 대흥초등학교 - 덕산초등학교 | - 보성초등학교 - 봉산초등학교 - 삽교초등학교 - 수덕초등학교 - 시량초등학교 - 신례원초등학교 | - 신암초등학교 - 신양초등학교 - 양신초등학교 - 예덕초등학교 - 예산중앙초등학교 - 예산초등학교 | - 오가초등학교 - 용동초등학교 - 웅산초등학교 - 응봉초등학교 - 조림초등학교 - 평촌초등학교 |

### 중학교
| - 고덕중학교 - 광시중학교 - 대술중학교 | - 대흥중학교 - 덕산중학교 - 삽교중학교 | - 신암중학교 - 신양중학교 - 예산여자중학교 | - 예산중학교 - 임성중학교 |